# مارغريت وير
مارغريت وير (بالإنجليزية: Margaret Weir)‏ هي عالمة اجتماع وعالمة سياسة أمريكية، ولدت في 17 يوليو 1952.